# Tigist Shibabaw
Bản mẫu:Patronymic name
Tigist Shibabaw (1980 – tháng 1 năm 2008 sinh tại Chagni, Ethiopia) là một ca sĩ người Ethiopia và là một trong những thành viên ban đầu của nhóm nhạc pha chất hip hop tại Harlem Bole2Harlem. Cô là em gái của nữ ca sĩ Gigi.

## Thời thơ ấu
Tigist đã sinh ra và lớn lên tại Chagni là một thị trấn nhỏ ở phía tây bắc Ethiopia. Cô sinh ra trong một gia đình gồm có 10 người anh chị em và là một gia đình nông dân trồng cà phê sống dựa vào con sông địa phương cho mùa thu hoạch. Theo người chị Gigi của cô, gia đình của họ luôn luôn mang trong mình dòng máu ca hát; những đứa trẻ trong ngôi nhà thường được chiêu mộ để ca hát tiếp đãi khách mời.

## Sự nghiệp thu âm
Tigist di cư đến Hoa Kỳ vào năm 2000 để theo đuổi sự nghiệp âm nhạc, cùng với chị của cô là ca sĩ Gigi, người đã trở thành một nhạc sĩ được hoan nghênh trên toàn cầu theo cách riêng của mình. Cha của họ ban đầu đã cấm Gigi trở thành ca sĩ.

## Qua đời
Tigist qua đời khi 28 tuổi tại Bahar Dar, Ethiopia, nơi cô được cho là đang tham gia vào một chuyến hành trình tâm linh ngay sau khi vừa kết thúc việc thu âm với Bole2Harlem. Chi tiết về cái chết của cô chưa từng được công bố rộng rãi, kể cả ngày mất chính xác của cô. Cô đã được chôn cất tại Chagni, Ethiopia, thị trấn nơi cô đã sinh ra.

## Danh sách đĩa nhạc
| Nghệ sĩ                    | Album                           | Hãng thu               | Năm  |
| -------------------------- | ------------------------------- | ---------------------- | ---- |
| Gigi                       | Gigi                            | Palm Pictures          | 2001 |
| Jah Wobble và Bill Laswell | Radioaxiom (A Dub Transmission) | Palm Pictures          | 2001 |
| Abyssinia Infinite         | Zion Roots                      | Network Medien         | 2003 |
| Mandeng Eletrik            | Man:De.Ng Eletrik               | Mulatta                | 2004 |
| Nhiều nghệ sĩ              | African Dreams                  | Ellipsis Arts          | 2004 |
| Gigi                       | Gold And Wax                    | Palm Pictures          | 2006 |
| Bole 2 Harlem              | Volume 1                        | Sounds of the Mushroom | 2006 |
| Nhiều nghệ sĩ              | Un Automne 2007                 | Les Inrockuptibles     | 2007 |